# 硝煙のユタ荒原
硝煙のユタ荒原（しょうえんのユタこうげん、en:The Vanishing American)は、1955年に公開されたアメリカ合衆国の西部劇映画。
監督ジョセフ・ケイン。脚本アラン・ルメイ。この映画はゼイン・グレイの1925年の小説The Vanishing Americanを原作としている。出演スコット・ブレイディ、オードリー・トッター、フォレスト・タッカー、ジーン・ロックハート、ジム・デイヴィス、ジョン・ディークス 。この映画はリパブリック・ピクチャーズが1955年11月17日に公開した。

## キャスト
| 役名               | 俳優                       | 日本語吹替         |                      |          |
| ------------------ | -------------------------- | ------------------ | -------------------- | -------- |
| 役名               | 俳優                       | ブランディ         | スコット・ブレイディ | 若山弦蔵 |
| マリアン・ワーナー | オードリー・トッター       | 藤野節子           |                      |          |
| モーガン           | フォレスト・タッカー       | 高山正也           |                      |          |
| ブラッチャー       | ジーン・ロックハート       | 田村錦人           |                      |          |
| フライエル         | ジョン・ディアークス       | 杉田俊也           |                      |          |
| グレンドン         | ジム・デイヴィス           | 仲村秀生           |                      |          |
| ジェイ・ロード     | リー・ヴァン・クリーフ     | 寺島幹夫           |                      |          |
| コションタ         | ジョージ・ケイマス         | 鈴木泰明           |                      |          |
| カーティン         | チャールズ・スティーブンス | 池田一臣           |                      |          |
| エテニア           | ジュリアン・リベロ         | 今富泰作           |                      |          |
| ヤシ               | グロリア・カスティーロ     | 小室かよ           |                      |          |
| ビテア             | ジェイ・シルヴァーヒールス | 平井俊明           |                      |          |
| ベリアンス         | グレン・ストレンジ         | 島田彰             |                      |          |
| 駅馬車の護衛       |                            | 木谷省三           |                      |          |
|                    |                            |                    |                      |          |
| 演出               | 演出                       | 吉沢京夫           |                      |          |
| 翻訳               | 翻訳                       | 山内泰雄           |                      |          |
| 効果               | 効果                       | PAG                |                      |          |
| 調整               |                            |                    |                      |          |
| 制作               | 制作                       | 東京プロモーション |                      |          |
| 解説               |                            |                    |                      |          |
| 初回放送           | 初回放送                   | 1964年4月19日録音  |                      |          |